# Catriló (departamento)
Catriló é um departamento da Argentina, localizada na província de La Pampa.